# CS 스당 아르덴
CS 스당 아르덴(프랑스어: Club Sportif Sedan Ardennes, CS Sedan Ardennes)은 1919년에 창단된 프랑스 스당의 축구 클럽으로 흔히 CS 스당(CS Sedan)이라는 이름으로 알려져 있다. 현재 레지옹 2에서 활동하고 있다.

## 성적
- 쿠프 드 프랑스: 우승 2회 (1956, 1961), 준우승 3회 (1965, 1999, 2005)
- 리그 되: 우승 1회 (1955), 준우승 3회 (1972, 1999, 2006)

## 역대 감독
| 감독              | 임기      |
| ----------------- | --------- |
| 쥘 반도렌         | 1963~1964 |
| 브뤼노 메취       | 1995~1998 |
| 패트릭 레미       | 1998~2000 |
| 앙리 스탕불리     | 2001~2003 |
| 도미니크 바테네   | 2003~2004 |
| 랑드리 쇼뱅       | 2008~2011 |
| 로제 르메르       | 2016      |
| 세바스티엥 탕부레 | 2024~     |